# Česko na Halovém mistrovství Evropy v atletice 2002

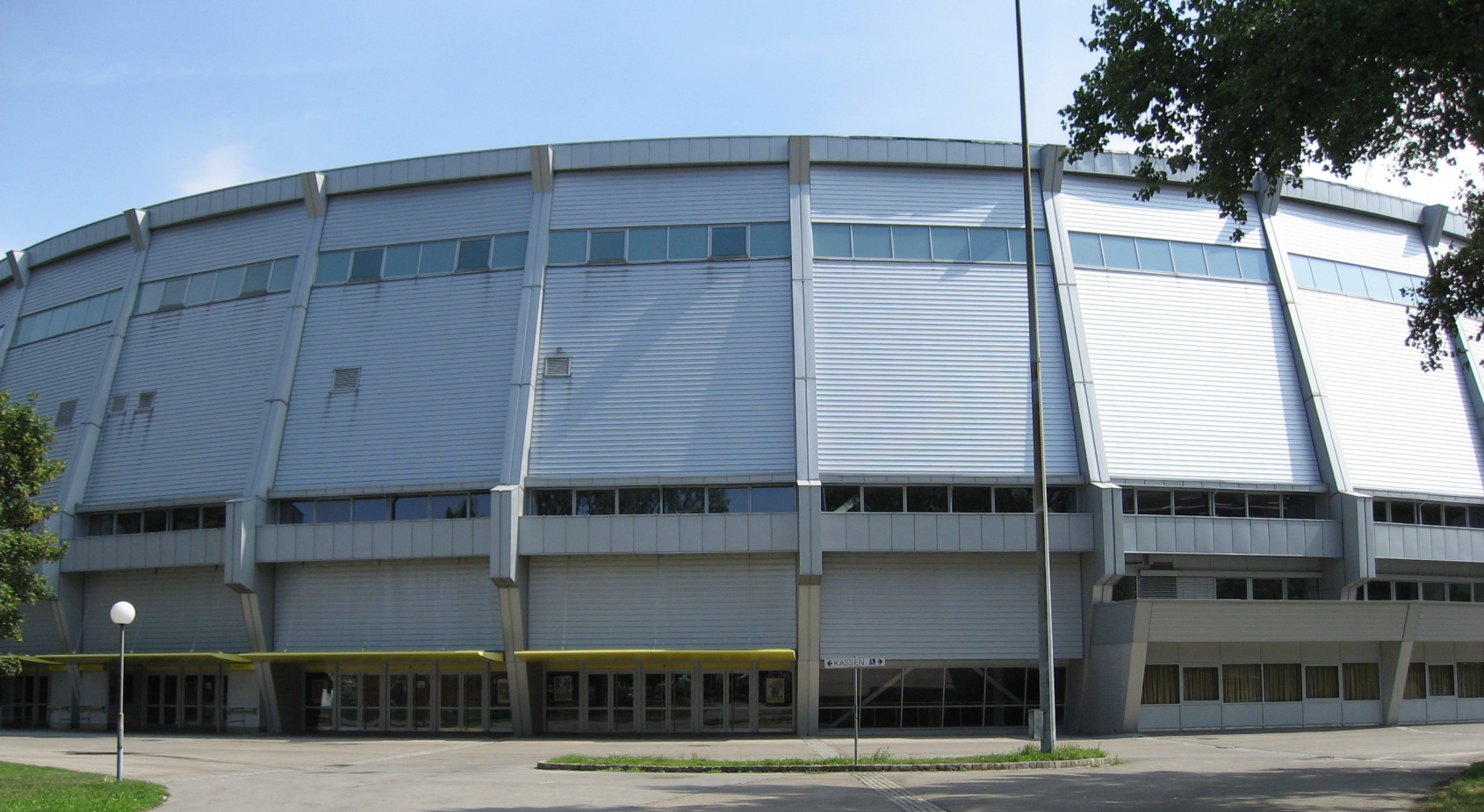
Hala Ferry-Dusika

Halového ME v atletice 2002 ve Vídni se ve dnech 1. – 3. března zúčastnilo 24 českých atletů (15 mužů a 9 žen).
Cenný kov se podařilo vybojovat oběma českým vícebojařům, když Roman Šebrle získal zlato a Tomáš Dvořák stříbro. Mezi ženami dosáhla nejlepšího výsledku svalovým zraněním handicapovaná tyčkařka Pavla Hamáčková, která obsadila výkonem 435 cm ve finále 6. místo. V bodovém hodnocení se Česko umístilo na 9. místě se 39 body.

## Výsledky

### Muži
| Atlet            | Disciplína    | Kvalifikace | Kvalifikace | Rozběh  | Rozběh   | Semifinále  | Semifinále  | Finále      | Finále      |
| Atlet            | Disciplína    | Výkon       | Umístění    | Výkon   | Umístění | Výkon       | Umístění    | Výkon       | Umístění    |
| ---------------- | ------------- | ----------- | ----------- | ------- | -------- | ----------- | ----------- | ----------- | ----------- |
| Jiří Vojtík      | 200 m         |             |             | 21,22 s | 19.      | nepostoupil | nepostoupil | –           | –           |
| Radek Zachoval   | 200 m         |             |             | 20,82 s | 6.       | 20,81 s     | 6.          | 21,15 s     | 5.          |
| Karel Bláha      | 400 m         |             |             | 47,01 s | 10.      | nepostoupil | nepostoupil | –           | –           |
| Jiří Mužík       | 400 m         |             |             | 46,77 s | 6.       | 46,32 s     | 5.          | 46,36 s     | 5.          |
| Roman Oravec     | 800 m         |             |             | 1:48,70 | 7.       | 1:48,25     | 5.          | nepostoupil | nepostoupil |
| Michal Šneberger | 1500 m        |             |             | 3:41,01 | 6.       |             |             | 3:50,70     | 5.          |
| Ladislav Burdel  | 60 m přek.    |             |             | 7,97 s  | 29.      | nepostoupil | nepostoupil | –           | –           |
| Jan Janků        | Skok do výšky | 2,22 m      | 13.         |         |          |             |             | nepostoupil | nepostoupil |
| Tomáš Janků      | Skok do výšky | 2,26 m      | 6.          |         |          |             |             | 2,24 m      | 6.          |
| Svatoslav Ton    | Skok do výšky | 2,22 m      | 7. =        |         |          |             |             | 2,20 m      | 10.         |
| Štěpán Janáček   | Skok o tyči   | 5,40 m      | 14. =       |         |          |             |             | nepostoupil | nepostoupil |
| Martin Kysela    | Skok o tyči   | NM          | –           |         |          |             |             | nepostoupil | nepostoupil |
| Petr Stehlík     | Vrh koulí     | 19,98 m     | 5.          |         |          |             |             | 19,86 m     | 5.          |

Sedmiboj
| Tomáš Dvořák  | Sedmiboj    |          |       |                  |
| Tomáš Dvořák  | Disciplína  | Výsledek | Body  | Umístění         |
| ------------- | ----------- | -------- | ----- | ---------------- |
|               | Běh na 60 m | 6,92 s   | 911   |                  |
| Skok daleký   | 7,55 m      | 947      |       |                  |
| Vrh koulí     | 16,08 m     | 856      |       |                  |
| Skok do výšky | 1,90 m      | 714      |       |                  |
| 60 m přek.    | 7,84 s      | 1 022    |       |                  |
| Skok o tyči   | 5,00 m      | 910      |       |                  |
| Běh na 1000 m | 2:46,31     | 805      |       |                  |
| Celkově       |             |          | 6 165 | Stříbrná medaile |

| Roman Šebrle  | Sedmiboj    |          |       |               |
| Roman Šebrle  | Disciplína  | Výsledek | Body  | Umístění      |
| ------------- | ----------- | -------- | ----- | ------------- |
|               | Běh na 60 m | 6,97 s   | 893   |               |
| Skok daleký   | 7,82 m      | 1 015    |       |               |
| Vrh koulí     | 15,62 m     | 828      |       |               |
| Skok do výšky | 2,11 m      | 906      |       |               |
| 60 m přek.    | 7,93 s      | 999      |       |               |
| Skok o tyči   | 4,80 m      | 849      |       |               |
| Běh na 1000 m | 2:47,69     | 790      |       |               |
| Celkově       |             |          | 6 280 | Zlatá medaile |

### Ženy
| Atletka            | Disciplína    | Kvalifikace | Kvalifikace | Rozběh  | Rozběh   | Semifinále   | Semifinále   | Finále       | Finále       |
| Atletka            | Disciplína    | Výkon       | Umístění    | Výkon   | Umístění | Výkon        | Umístění     | Výkon        | Umístění     |
| ------------------ | ------------- | ----------- | ----------- | ------- | -------- | ------------ | ------------ | ------------ | ------------ |
| Štěpánka Klapáčová | 200 m         |             |             | 23,97 s | 16.      | nepostoupila | nepostoupila | –            | –            |
| Helena Fuchsová    | 800 m         |             |             | 2:04,74 | 11.      |              |              | nepostoupila | nepostoupila |
| Renata Hoppová     | 1500 m        |             |             | 4:19,09 | 13.      |              |              | nepostoupila | nepostoupila |
| Lucie Martincová   | 60 m přek.    |             |             | 8,35 s  | 19.      |              |              | nepostoupila | nepostoupila |
| Barbora Laláková   | Skok do výšky | 1,84 m      | 20. =       |         |          |              |              | nepostoupila | nepostoupila |
| Kateřina Baďurová  | Skok o tyči   | 4,00 m      | 20. =       |         |          |              |              | nepostoupila | nepostoupila |
| Pavla Hamáčková    | Skok o tyči   | 4,35 m      | 7.          |         |          |              |              | 4,35 m       | 6.           |
| Lucie Komrsková    | Skok daleký   |             |             |         |          |              |              | 6,44 m       | 7.           |

Pětiboj
| Jana Klečková | Pětiboj     |          |       |          |
| Jana Klečková | Disciplína  | Výsledek | Body  | Umístění |
| ------------- | ----------- | -------- | ----- | -------- |
|               | Běh na 60 m | 8,64 s   | 987   |          |
| Skok do výšky | 1,75 m      | 916      |       |          |
| Vrh koulí     | 11,27 m     | 613      |       |          |
| Skok daleký   | 5,92 m      | 825      |       |          |
| Běh na 800 m  | 2:16,19     | 876      |       |          |
| Celkově       |             |          | 4 217 | 10.      |